# Angela Aquereburu
Angela Aquereburu es una guionista, productora y directora de cine togolesa.

## Biografía
Aquereburu nació el 11 de enero de 1977 en Togo. Interesada en las artes desde una edad temprana, se educó en Togo y Pointe-à-Pitre, Guadalupe antes de mudarse a París para estudiar en la ESCP Business School, donde obtuvo una maestría en emprendimiento. Se casó con el actor Jean-Luc Rabatel y trabajó en recursos humanos durante varios años.

## Carrera
En 2008, mientras estaba de vacaciones en Togo, se dio cuenta de que solo había telenovelas en la televisión, y junto con su esposo se le ocurrió la idea de una serie sobre mototaxis.  Al año siguiente, se trasladaron a Lomé y fundaron la productora audiovisual Yobo Studios. Su idea de un espectáculo de taxis fue la base de Zem, una miniserie de 26 episodios de cinco minutos, coproducida por Canal + Afrique.
Su siguiente proyecto fue la serie corta Palabres. En 2017, lanzó Hospital IT, que aborda problemas sociales como la malaria y el blanqueamiento de la piel y se centra en los personajes Idriss y Tania. Dijo que Grey's Anatomy le sirvió como una gran influencia. Ganó el premio a la mejor serie en el Festival Vues d'Afrique de Montreal. 
En 2018, actuó como presentadora de Les Maternelles d'Afrique, una versión africana del espectáculo francés La Maison des Maternelles. Se inspiró en las preocupaciones de las madres africanas y de su propia familia. El programa aborda el controvertido tema de la poligamia de manera imparcial.
En 2019 lanzó la serie Oasis, con actores principalmente togoleses. La serie ganó el Premio del Público en el Festival Vue d'Afrique 2018 y fue seleccionada en el Festival de Ficción La Rochelle 2018.
Aquereburu es una crítica frecuente de la escasa financiación concedida a los productores de televisión africanos.

## Filmografía
- 2009 : Zem Temporada 1 (26x5min), codirectora
- 2012 : Palabres (26x5min), codirectora
- 2016 : Mi-Temps (40x3min), codirectora
- 2016 : Zem temporada 2 (50x3min), codirectora
- 2017 : Informática hospitalaria (26x26min), codirectora
- 2017 : Zem temporada 3 (60x3min), codirectora
- 2018 : Les Maternelles d'Afrique temporada 1 (20x26min), anfitriona
- 2019 : Oasis Season 1 (20x26min), codirectora
- 2019 : Les Maternelles d'Afrique temporada 2 (26x26min), anfitriona
- 2020 : Les Maternelles d'Afrique temporada 3 (26x26), anfitriona